# Route de la Trace
La route de la Trace, est une route nationale (numérotée RN 3) traversant la partie nord de l'île de la Martinique. Elle est longue de 29 kilomètres. Touristique, la route relie Fort-de-France (et sa rocade) et Le Morne-Rouge en traversant les Pitons du Carbet et en passant au bord du Jardin de Balata. 
L'origine du nom donné à la Route de la Trace provient des sentiers qui débutent à proximité de celle-ci. Le sentier le plus connu est celui de la Trace des Jésuites.
Avant le Morne-Rouge, la route emprunte le tunnel de Deux Choux.
Au Morne-Rouge, la RN 3 n'est plus la route de la Trace, elle rencontre la RN 2 et continue jusqu'à L'Ajoupa-Bouillon et se termine par un carrefour avec la RN 1.